# 奥村善久
奥村 善久（おくむら よしひさ、1926年7月2日 - 2023年2月18日）は、日本の工学者。電波の伝播の研究に取り組み、電波が伝わる環境を独自に分類した経験則である「奥村モデル（奥村カーブ）」（或いは、奥村カーブを式に表した「秦モデル」と併せて「奥村-秦モデル」）の構築で知られる。石川県金沢市出身。

## 経歴
1947年金沢工業専門学校（現在の金沢大学理工学域）卒業。
通商産業省勤務を経て、1950年日本電信電話公社入社。見通し外長距離通信システムの研究開発に携わり、九州～奄美大島～沖縄間において電話とテレビの回線を無線電波で繋ぐシステムを構築した。
電電公社在職中の1961年‐75年に、自動車に移動局を搭載し、基地局から半径100キロの圏内を走行しながら送受信する実験などを通じて、距離や地形による電波の伝播伝送の変化を研究。その結果、通話量の多い市街地などは基地局からの半径を小さく、郊外では大きくして電波の密度を変える通信エリア設定など、現代の携帯通信の基となるシステムも構築した。1970年には電電公社の移動無線通信室長に就任する。1975年には東芝日野工場に移り、新移動体通信システム・機器の開発に従事する。1979年金沢工業大学工学部教授に就任。2000年に退職し、名誉教授就任。
2005年、瑞宝双光章を受章。
2013年、工学分野のノーベル賞とされるチャールズ・スターク・ドレイパー賞を、日本人で初めて受賞した。受賞理由は「世界初の携帯電話ネットワーク、システム、標準規格に対する先駆的貢献」。
2023年、老衰で死去。